# Xiurenbagrus dorsalis
Xiurenbagrus dorsalis is een straalvinnige vissensoort uit de familie van de slanke meervallen (Amblycipitidae). De wetenschappelijke naam van de soort is voor het eerst geldig gepubliceerd in 2014 door Xiu, Yang en Zheng.